# 편차
통계학에서 편차(deviation)는 관측값과 평균의 차이를 말한다. 편차점수라고도 한다.
어떤 변인 y에서 특정 사례의 편차 d를 다음과 같이 나타낼 수 있다.
{\displaystyle d=y-{\overline {y}}}
편차는 양수일수도 있고 음수일 수 있으며, 이는 평균보다 크거나 작음을 나타낸다.
값의 크기는 관측값이 평균으로부터 얼마나 떨어져 있는가를 나타낸다.
편차는 오류 또는 잔차라고 할 수 있다. 모집단 평균에서의 편차는 오류이며, 표본 평균에서의 편차는 잔차이다.
편차(deviation)는 관측값에서 평균 또는 중앙값을 뺀 것이다.
분산(variance)은 관측값에서 평균을 뺀 값을 제곱하고, 그것을 모두 더한 후 전체 개수로 나눠서 구한다. 즉, 차이값의 제곱의 평균이다. 관측값에서 평균을 뺀 값인 편차를 모두 더하면 0이 나오므로 제곱해서 더한다.
표준 편차(standard deviation)는 분산을 제곱근한 것이다. 제곱을 통해 다소 왜곡된 값인 분산을 제곱근하여 그 왜곡을 크게 줄여준다.
절대 편차(absolute deviation)는 관측값에서 평균 또는 중앙값을 빼고, 그 차이에 절대값을 취하고 그 값들의 대푯값을 구한 것이다.

## 특징
1. 주어진 표본에서 편차를 모두 더하면 항상 0이 된다.
{\displaystyle \Sigma (y-{\overline {y}})=0}
2. 편차 D의 표준편차는 변인 Y의 표준편차와 같다.
{\displaystyle s_{d}=s_{y}}
{\displaystyle \because s_{d}={\sqrt {\frac {\Sigma (d-{\overline {d}})^{2}}{n-1}}}={\sqrt {\frac {\Sigma (y-{\overline {y}})^{2}}{n-1}}}=s_{y}}

## 같이 보기
- 표준 편차
- 편차값
- 자승합
- 중심경향치
- 변이 가설 (variability hypothesis)